# Айон (Вашингтон)
Айон (англ. Ione) — місто (англ. town) в США, в окрузі Понд-Орей штату Вашингтон. Населення — 428 осіб (2020).

## Географія
Айон розташований за координатами 48°44′26″ пн. ш. 117°25′19″ зх. д. / 48.74056° пн. ш. 117.42194° зх. д. (48.740490, -117.421899).  За даними Бюро перепису населення США в 2010 році місто мало площу 1,50 км², з яких 1,37 км² — суходіл та 0,12 км² — водойми.

## Демографія
Згідно з переписом 2010 року, у місті мешкало 447 осіб у 195 домогосподарствах у складі 112 родин. Густота населення становила 299 осіб/км².  Було 237 помешкань (158/км²).
Расовий склад населення:
| - 98,0 % — білих - 0,4 % — корінних американців - 0,2 % — азіатів |

До двох чи більше рас належало 1,1 %. Частка іспаномовних становила 4,3 % від усіх жителів.
За віковим діапазоном населення розподілялося таким чином: 23,7 % — особи молодші 18 років, 58,0 % — особи у віці 18—64 років, 18,3 % — особи у віці 65 років та старші. Медіана віку мешканця становила 43,5 року. На 100 осіб жіночої статі у місті припадало 99,6 чоловіків;  на 100 жінок у віці від 18 років та старших — 100,6 чоловіків також старших 18 років.
Середній дохід на одне домашнє господарство  становив 48 864 долари США (медіана — 48 500), а середній дохід на одну сім'ю — 60 715 доларів (медіана — 58 523). За межею бідності перебувало 24,0 % осіб, у тому числі 28,8 % дітей у віці до 18 років та 9,1 % осіб у віці 65 років та старших.
Цивільне працевлаштоване населення становило 98 осіб. Основні галузі зайнятості: освіта, охорона здоров'я та соціальна допомога — 22,4 %, будівництво — 15,3 %, транспорт — 13,3 %, публічна адміністрація — 13,3 %.